# 2101 Adonis
2101 Adonis este un asteroid din grupul Apollo, descoperit pe 12 februarie 1936 de Eugène Delporte.